# Yokosuka D4Y Suisei
Пикировщик Комета ВМС Императорской Японии  (яп. 海軍艦上爆撃機「彗星」/横須賀 D4Y Кайгун кандзё бакугэкики Суйсэй/Ёкосука Диёнуай) — трёхместный цельнометаллический разведчик-пикировщик корабельного базирования ВМС Императорской Японии. Разработан авиационным КБ № 1 ВМС (в/ч Йокосука). Строился малой серией с лета 1942 г. (до 1,5 тыс. ед.) Условное обозначение ВВС союзников Джуди (Judy).

## История

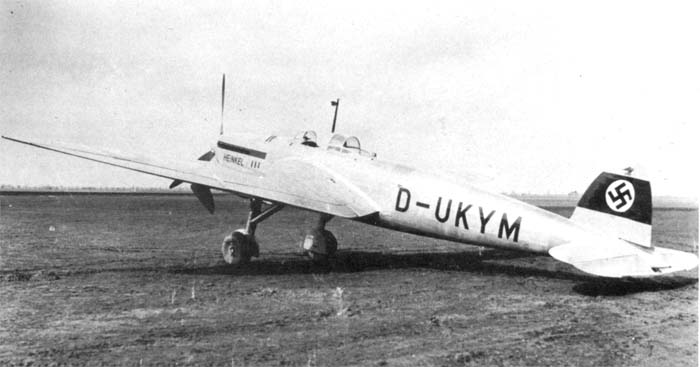
He 118 КБ Хейнкель
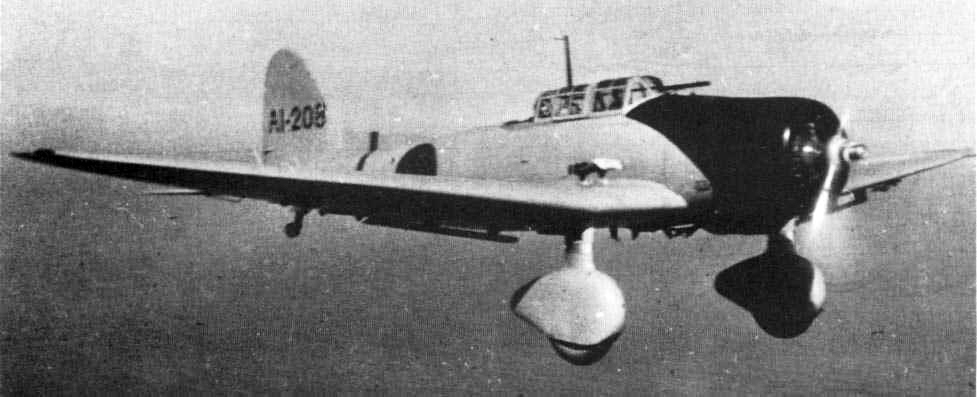
ЛБ-99

Одномоторный цельнометаллический среднеплан по образцу испытывавшегося в Японии пикировщика Хейнкель. Тактико-технические требования к нему были установлены в ТТЗ № 13 ВМС Императорской Японии  (яп.  Дзюсан-си) 1938 г.:
- максимальная нагрузка до полутонны для поражения перспективных АВ с бронированной палубой
- размеры меньшие, чем He 118
- максимальная скорость 520 км/ч, крейсерская — 420 км/ч,
- дальность разведчика 2,2 тыс. км (с ОФАБ-250 1,5 тыс. км)
- 3 ед. пулеметов (один турельный)

На бесконкурсной основе задание на проектирование нового пикировщика получило КБ авиазавода № 1 ВМС (в/ч Йокосука), где разработку проекта возглавил М. Ямана. Опираясь на общие конструкторские решения пикировщика He 118, коллектив конструкторов создал компактный цельнометаллический среднеплан с размахом крыла меньше, чем у И-0, что позволило отказаться от складывания крыла, которое унаследовало развитую механизацию. Трехместный фюзеляж был длиннее, и, несмотря на меньшие, чем у ЛБ-99 размеры, в фюзеляже удалось разместить такой же запас топлива при полутонной бомбовой нагрузке. В качестве силовой установки впервые для авиации ВМС выбрали двигатель жидкостного охлаждения Ацута КБ Аити (лицензионный Даймлер-Бенц DB 601, 960 л. с.). Первые пять машин в конце 1940 г. комплектовались импортными двигателями. Самолёты показали хорошие летные данные, но серийное производство задерживалось из-за проблем с освоением лицензионной Ацуты. Из-за ограниченных возможностей авиазавода № 1, серийный выпуск был передан на завод Аити.
При испытаниях обнаружилась недостаточная прочность крыла, в связи с чем было принято решение использовать первые серии в качестве разведчиков. Принят на вооружение весной 1942 года в как разведчик Р-2 '.
Общий объём производства на авиазаводах Аити до 1945 г. составил не более 1,5 тыс. ед.

## Модификации

#### Р-2
- Ранний с Ацута-2 (1,2 тыс. л. с.) и фотоаппаратурой
- Поздний с Ацута-3 и турельным АП-3

### Комета

#### Первая модификация
- Основная с Ацута-2 и подкрыльевыми пилонами[3].
- Поздняя с Ацута-3[3] и турельным АП-3. Часть с АП-99 в гаргроте. До весны 1944 г. семьсот машин завода Аити.

#### Вторая модификация
- Ранняя с Ацута-2
- Поздняя с Ацута-3 (1,4 тыс. л. с.) и турельным АП-3. До лета 1944 г. пятьсот машин заводов Аити и № 11 ВМС

#### Третья
- Основная с Венерой-6 (1,5 тыс. л. с.) и меньшим запасом топлива. Часть с турельным АП-3, часть с АП-99 в гаргроте. До лета 1945 г. пятьсот машин заводов Аити и № 11 ВМС

#### Четвёртая модификация
- Одноместная таранная без оборудования с увеличенным запасом топлива. Более двухсот машин до лета 1945 г.

#### Опытные и проекты
- ТТЗ № 13 — пять опытных разведчиков с DB 601
- Проект с МК9 (Слава КБ Мицубиси, 1,8 тыс. л. с.)[3]

## Характеристики

Общий вид третьей модификации

| Р-2/Комета                        |                          |                          |                                             |                                     |
| Характеристики                    | Р-2 (D4Y1-C)             | Комета-1 (D4Y1)          | Комета-2 (D4Y2)                             | Комета-3 (D4Y3)                     |
| Технические                       |                          |                          |                                             |                                     |
| Экипаж                            | 2 чел.                   | 2 чел.                   | 2 чел.                                      | 2 чел.                              |
| Длина                             | 10,2 м                   | 10,2 м                   | 10,2 м                                      | 10,2 м                              |
| Размах (площадь) крыла            | 11,5 м (23,6 м²)         | 11,5 м (23,6 м²)         | 11,5 м (23,6 м²)                            | 11,5 м (23,6 м²)                    |
| Высота                            | 3,3 м                    | 3,2 м                    | 3,2 м                                       | 3,1 м                               |
| Масса (взлетная)                  | 2,5 т (3,9 т)            | 2,5 т (4 т)              | 2,6 т (4,4 т)                               | 2,5 т (4,7 т)                       |
| Технические                       |                          |                          |                                             |                                     |
| Двигатель                         | Ацута-2 (1,2 тыс. л. с.) | Ацута-2 (1,2 тыс. л. с.) | Ацута-3 (1,4 тыс.л. с.)                     | Венера-6 (1,5тыс. л. с.)            |
| Рабочий объём (мощность)          | 34 л (340 л. с./кг)      | 34 л (340 л. с./кг)      | 34 л (1400 л. с.)                           | 32 л (1560 л. с.)                   |
| Лётные                            |                          |                          |                                             |                                     |
| Максимальная скорость (на высоте) | 530 км/ч (3 км)          | 550 км/ч (5 км)          | 580 км/ч (5 км)                             | 580 км/ч (6 км)                     |
| Время набора                      | 6 мин.                   | 9,5 мин.                 | 7 мин.                                      | 9,5 мин.                            |
| Дальность                         | 1,6 тыс. км              | 1,8 тыс. км              | 1,5 тыс. км                                 | 1,5 тыс. км                         |
| Потолок                           | 10,7 км                  | 10,7 км                  | 10,7 км                                     | 10,7 км                             |
| Вооружение                        |                          |                          |                                             |                                     |
| Стрелковое                        | 3 ед. АП-97              | 3 ед. АП-97              | 3 ед. АП-97                                 | 2 ед. АП-97 1 ед. АП-1              |
| Подвесное                         | -                        | фюзеляжное до 500 кг     | фюзеляжное до 500 кг крыльевое пара ОФАБ-60 | до 500 кг в различных конфигурациях |

## Боевое применение

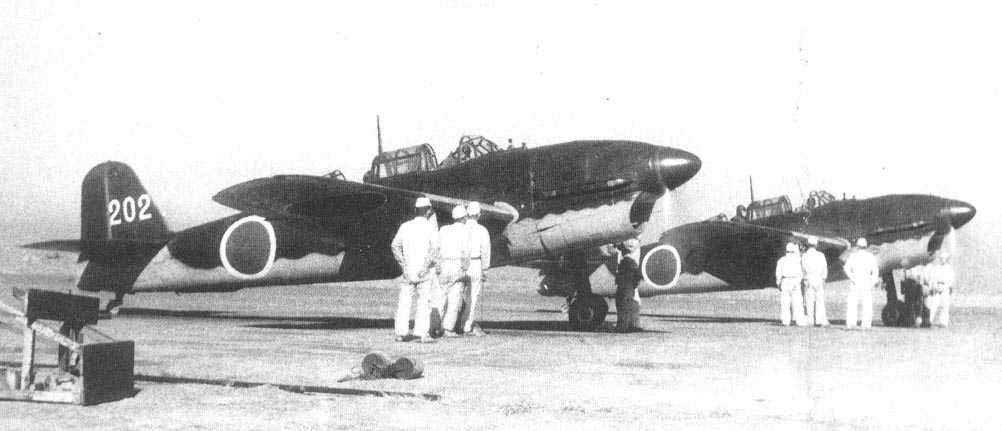
Комета-2
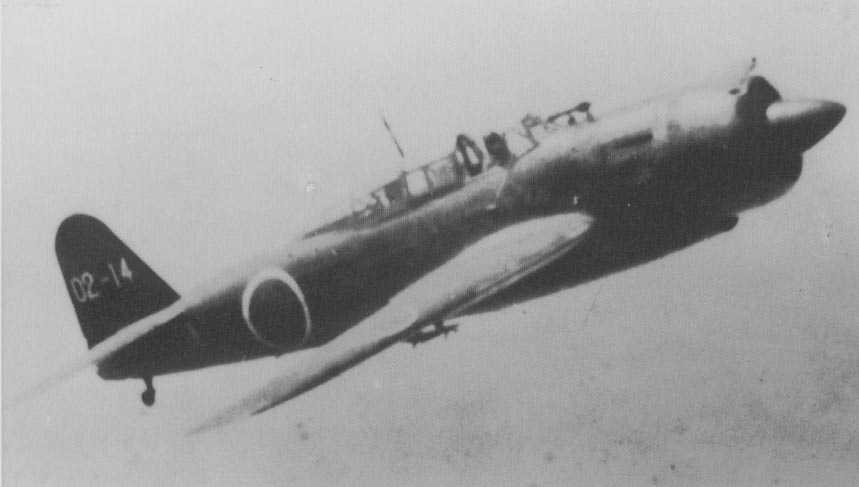
Комета-3 в наборе высоты
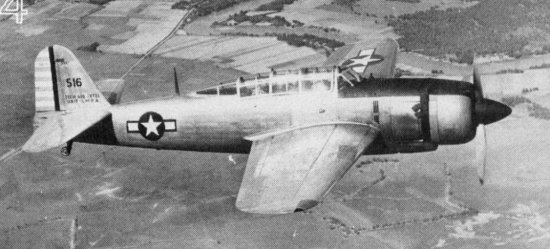
Трофейная Комета-3

Авиация ВМС стремилась как можно быстрее передать в строй новейшие пикировщики, так как ЛБ-99 не удовлетворяли требованиям к новейшей технике. Летом 1943 г. началось перевооружение легкобомбардировочных полков (ЛБАП) № 502—503, № 510, № 531, № 552). ЛБАП № 531 дислоцировался на арх. Маршалловых, № 552 — на арх. Марианских о-вов. ЛБАП № 501 применялся при обороне ПМТО ВМС Трук и Рабаул и в Филиппинской оборонительной операции (расформирован летом 1944 г.) В начале 1944 г. на вооружение корабельных авиаБЧ начала поступать Комета-2. В Филиппинской оборонительной операции у арх. Марианских островов сводный авиаполк № 653 ВМС (авиация ДАВ № 1-2 ВМС) имел до шести рот пикировщиков и три роты Р-2. Осенью 1944 г. в Филиппинской оборонительной операции также участвовали практически уничтоженные в столкновениях с авиацией США ЛБАП № 502—503. Летом 1944 г. в ходе Филиппинской оборонительной операции на островных аэродромах ВМС в районе арх. Марианских о-вов базировались ЛБАП № 523 (40 Комет) и МРАП № 121 (десять Р-2). Существенных успехов достигнуто не было, ЛБАП № 523 был уничтожен (уцелело 3 машины). В конце осени 1944 г. одиночная Комета смогла потопить АВ № 23 Принстон попаданием четвертьтонной бомбы. 30 октября от налетов Комет получил повреждения АВ № 13 Франклин.

#### Таранные удары
После Филиппинской оборонительной операции ВМС Императорской Японии начали таранные удары против наступающих сил ВМС США. Основной базой береговой авиации ВМС стал о. Тайвань, откуда в начале 1945 г. начались первые вылеты таранных частей. С начала 1945 г. приоритет в получении новой техники ЛБАП № 765 и № 722 авиаполкам ВМС. При отражении налетов на о. Кюсю весной 1945 г. тройка Комет добилась попаданий по АВ № 10 Йорктаун, был вновь сильно поврежден АВ № 13 Франклин. В начале 1945 г. врезавшийся в палубу пикировщик потопил эскортный АВ № 79 Оммани Бэй. Шестерке пикировщиков с ротой ИА удалось нанести повреждения АВ № 27 Лэнгли и № 14 Тикондерога. В ходе оборонительной операции Речная сакура  (яп.  Кикусуй) у арх. Рюкю пикировщики Комета были вторыми по численности после И-0 таранными машинами. Последний таран отмечен в начале июня 1945 г., когда врезавшейся Кометой был поврежден легкий АВ № 62 Натома Бэй ВМС США.

## Оценка проекта
Пикировщик являлся удачной корабельной машиной с хорошими летными качествами, легкостью в управлении и потенциалом для модернизации. Затянувшийся процесс внедрения привёл к тому, что пикировщик был введен в строй, когда силы авиации ВМС были подорваны и не смог реализовать свои возможности.